# Sherrill Milnes
Sherrill Milnes (* 10. ledna 1935 Downers Grove, Illinois, Spojené státy americké) je americký operní pěvec – barytonista, známý především ve Verdiovských rolích. V letech 1965 – 1997 byl sólistou Metropolitní opery v New Yorku.

## Mládí
Narodil se v Downers Grove, Illinois v rodině farmáře. Už jako dítě projevoval všestranné hudební nadání. Kromě zpěvu, hrál na klavír, housle, violu, kontrabas, klarinet, a tubu. Přestože jeho zájmy se ne vždy přikléněly k opeře, býval přistižen, jak zpívá kravám svého otce či cvičí operní smích při jízdě na traktoru.
Po ukončení střední školy uvažoval o studiu anesteziologie, ale později se vrátil k hudbě. Hudbu studoval na Northwestern University a Drake University, a chtěl se stát učitelem. Po absolvování Drake University, strávil léto jako elév v Santa Fe Opera kdy se definitivně rozhodl stát se operním zpěvákem. Krátce studoval u slavné sopranistky Rosy Ponselle.

## Kariéra
Svou operní kariéru zahájil v Operní společnosti v Bostonu v roce 1960, pod vedením Borise Goldovskyého, Debutoval v roli Masetta v Mozartově opeře Don Giovanni. Jeho manažerem se stal Herbert Barrett. V roce 1961 poprvé vystoupil v Baltimore Opera Company v roli Gérarda v opeře Umberta Giordana André Chénier.
V roce 1964, Milnes zaznamenal svůj první zásadní průlom v kariéře, když zpíval roli Valentina v Gounodově opeře Faust v New York City Opera (jeho partnerem v roli Mefista byl Norman Treigle). S touto rolí rovněž debutoval v Metropolitní opeře 22. prosince 1965; další debutantkou MET v tomto představení byla Montserrat Caballé v roli Markéty. V roce 1967 vytvořil roli kapitána Adama Branta ve světové premiéře opery Marvina Davida Levyho Smutek sluší Elektře v Metropolitní opeře. Na této scéně zpíval celkem v 653 představeních a naposledy zde vystoupil ve Verdiho Aidě jako Amonasro dne 22. března 1997

V roce 1964 absolvoval také svou evropskou premiéru jako Figaro v opeře Lazebník sevillský v Teatro Nuovo v Miláně. Ale teprve jeho výkon v roli Millera ve Verdiho opeře Luisa Miller v roce 1968 jej katapultoval mezi světovou špičku.
Začátkem roku 1980 měl vážné hlasové zdravotní problémy, ale překonal je. V roce 1984 zpíval ve světové premiéře opery Sergeje Rachmaninova Monna Vanna pod taktovkou Igora Buketoffa.
V roce 1998 publikoval své vzpomínky pod titulem American Aria : From Farm Boy to Opera Star.
V současné době je emeritním profesorem zpěvu na Northwestern University. Působí jako umělecký poradce Opery v Tampě.

## Ocenění díla
- 1982 cena Phi Mu Alpha Sinfonia, Charles E. Lutton Man of Music Award[4].
- Dne 5. července 1986 vystoupil na koncertu New York Philharmonic na počest 100. výročí odhalení Sochy Svobody, který proběhl v Central parku a byl vysílán živě na ABC Television. Dirigentem byl Zubin Mehta.
- V září 1996 byl oceněn titulem rytíř Řádu umění a literatury.[5]
- 2006 čestný doktorát North Central College, Naperville, Illinois.
- Obdržel medaili Samuela Sanforda, kterou uděluje Yale School of Music.[6]

## Nadace VOICExperience Foundation
V roce 2001, Milnes se svou manželkou, sopranistkou Marií Zouves, založil nadaci VOICExperience Foundation, neziskovou organizaci pro výchovu mladých zpěváků. Tento krok vyplynul z řady mistrovských kurzů které Milnes vedl. Nadace, která sídlí na Floridě, nabízí několik vzdělávacích programů, seminářů, osvětových akcí a komunitních programů. Akce a kursy probíhají v Tampa Bay a v New Yorku.

## Sherrill Milnes a Praha
Sherrill Milnes vystoupil v Praze několikrát:
V roce 1981 v rámci Pražského jara vystoupil v představeních:
- 23. květen 1981, Tylovo divadlo, Wolfgang Amadeus Mozart: Don Giovanni, dirigent: Josef Kuchinka, zpívali: Don Giovanni: Sherrill Milnes, Don Ottavio: Ivo Žídek, Leporello: Karel Berman, Masetto: Dalibor Jedlička, Zerlina: Jiřina Marková, Donna Anna: Yasuko Hayashi, cemballo: Jiří Pokorný, Donna Elvíra: Eva Zikmundová, Il Commendatore: Eduard Haken[8]
- 26. květen 1981, Smetanovo divadlo, Giuseppe Verdi: Macbeth, dirigent: Josef Chaloupka, zpívali: Macbeth: Sherrill Milnes, Macduff: Oldřich Spisar, Malcolm: Vojtěch Kocián, Lékař: Karel Hanuš, Vrah: Rudolf Jedlička, Král Duncan: Jaroslav Holeček, Fleance: Tomáš Kepka (dětská role), Hlas Lady Macbethové: Jiřina Petrovická, Hlas zjevení: Karel Petr, Hlas zjevení: Blanka Severová, Hlas zjevení: Jaroslav Březina (dětská role), Banquo: Jaroslav Horáček, Lady Macbeth: Alena Míková, Dvorní dáma: Božena Effenberková, Sluha: Miloslav Jelínek[8]

V rámci Pražského jara v roce 1990 vystoupil v představeních:
- 28. května 1990, Smetanovo divadlo, Wolfgang Amadeus Mozart: Don Giovanni, dirigent Zdeněk Košler, zpívali: Donna Anna: Magdaléna Hajóssyová, Donna Elvíra: Olga Orolínová, Zerlina:Jiřina Marková, Don Ottavio: Justin Lavender, Don Giovanni: Sherrill Milnes, Leporello: Manfred Helm, Komtur: Karel Průša, Masetto: Zdeněk Havránek[8]
- 30. květen 1990, Smetanovo divadlo, Giacomo Puccini: Tosca, dirigent: Albert Rosen, zpívali: Floria Tosca – Pauletta deVaughn, Mario Cavaradossi – Peter Dvorský, Baron Scarpia – Sherrill Milnes[8]

V roce 2016 se Milnes ujal režie operního představení Mozartovy opery Don Giovanni, kterou nastudoval dirigent John Nardolillo se souborem mladých zpěváků a hudebníků, studentů a absolventů hudebních konzervatoří a univerzit (Juilliard School, Peabody Conservatory, Royal College of Music and the Royal Academy of Music in London, Conservatorium of Sydney) v rámci Prague Summer Nights Young Artists Music Festival.

## Diskografie

### kompaktní disky
1967
- Mozart: Così fan tutte (dále zpívají: Leontyne Price, Tatiana Troyanos, Raskin, Shirley, Ezio Flagello – dirigent: Erich Leinsdorf)
- Verdi: La traviata (dále zpívají: Montserrat Caballé, Bergonzi – Prêtre, cond.)

1968
- R. Strauss: Salome (dále zpívají: Montserrat Caballé, R. Lewis, Resnik, J. King – dirigent: Erich Leinsdorf)

1969
- Beethoven: Symphony No. 9, "Choral" (dále zpívají: J. Marsh, Veasey, Plácido Domingo – dirigent: Erich Leinsdorf)
- Orff: Carmina Burana (dále zpívají: Mandac, Kolk – dirigent: Seiji Ozawa)
- Verdi: Il trovatore (dále zpívají: Leontyne Price, Plácido Domingo, Cossotto – dirigent: Zubin Mehta)

1970
- 1970 Giuseppe Verdi: Aida, hlavní role: Leontyne Price, Plácido Domingo, Sherrill Milnes, Grace Bumbry, Ruggero Raimondi, Hans Sotin, dirigent: Erich Leinsdorf, London Symphony Orchestra, sbor John Alldis Choir, vydavatelství RCA Records[10]
- Verdi: Macbeth (dále zpívají: Ludwig, Cossutta – dirigent: Karl Böhm), živá nahrávka

1971
- Great Opera Duets (dále zpívají: Plácido Domingo)
- Verdi: Un ballo in maschera (dále zpívají: Tebaldi, Luciano Pavarotti — Bartoletti, cond.)
- Puccini: Il tabarro (dále zpívají: Leontyne Price, Plácido Domingo — dirigent: Erich Leinsdorf)
- Verdi: Don Carlos (dále zpívají: Plácido Domingo, Montserrat Caballé, Raimondi, Verrett — Giulini, cond.)
- Donizetti: Lucia di Lammermoor (dále zpívají: Joan Sutherland, Luciano Pavarotti, Ghiaurov—Bonynge, cond.)
- Leoncavallo: Pagliacci / Puccini: Il tabarro (Pagliacci: zpívají Montserrat Caballé, Plácido Domingo — Santi, cond. / Il tabarro: zpívají Leontyne Price, Plácido Domingo — dirigent: Erich Leinsdorf)
- Verdi: Rigoletto (dále zpívají: Joan Sutherland, Luciano Pavarotti, Tourangeau, Talvela—Bonynge, cond.)

1972
- Verdi: Attila (dále zpívají: Raimondi, Deutekom, Bergonzi—Gardelli, cond.)
- Verdi: Giovanna d'Arco (dále zpívají: Montserrat Caballé, Plácido Domingo — dirigent: James Levine)

1973
- Domingo Conducts Milnes – Milnes Conducts Domingo
- Puccini: Tosca (dále zpívají: Leontyne Price, Plácido Domingo – dirigent: Zubin Mehta)

1974
- Puccini: La bohème (dále zpívají: Montserrat Caballé, Plácido Domingo, Blegen, Sardinero, Raimondi – dirigent: Georg Solti)
- Verdi: I vespri siciliani (dále zpívají: Arroyo, Plácido Domingo, Raimondi – dirigent: James Levine)

1975
- Rossini: Il barbiere di Siviglia (dále zpívají: Sills, Gedda, Capecchi, Raimondi, Barbieri – dirigent: James Levine)
- Verdi: Luisa Miller (dále zpívají: Luciano Pavarotti, Montserrat Caballé – Maag, cond.)
- Massenet's La Navarraise (dále zpívají: Horne, Plácido Domingo, Bacquier – H. Lewis, cond.)
- Verdi: Il trovatore [zpívají bonus tracks from a 1968 recording of Act II zpívají Richard Tucker] (dále zpívají: Montserrat Caballé, Cossutta, Arkhipova – Guadagno, cond.)

1976
- Giordano: Andrea Chénier (dále zpívají: Scotto, Plácido Domingo – dirigent: James Levine)
- Verdi: Macbeth (dále zpívají: Cossotto, Carreras, Raimondi – Muti, cond.)
- Massenet: Thaïs (dále zpívají: Sills, Gedda, van Allan – Maazel, cond.)

1977
- Cilea: Adriana Lecouvreur (dále zpívají: Scotto, Plácido Domingo, Obraztsova – dirigent: James Levine)
- Bizet: Carmen (dále zpívají: Teresa Berganza, Plácido Domingo, Ileana Cotrubaș – C. Abbado, cond.)
- Puccini: La fanciulla del West (dále zpívají: Neblett, Plácido Domingo – dirigent: Zubin Mehta)
- Verdi: La forza del destino (dále zpívají: Leontyne Price, Plácido Domingo, Cossotto, Giaiotti, Bacquier – dirigent: James Levine)
- Verdi: La traviata (dále zpívají: Ileana Cotrubaș, Plácido Domingo – Kleiber, cond.)

1978
- Bravissimo, Domingo! Arias and Duets zpívají Leontyne Price and Sherrill Milnes
- Rossini: Guglielmo Tell (dále zpívají: Freni, Luciano Pavarotti, Mazzoli, Jones, Ghiaurov – Chailly, cond.)
- Verdi: Otello (dále zpívají: Scotto, Plácido Domingo – dirigent: James Levine)
- Verdi: Rigoletto (dále zpívají: Sills, Kraus, M. Dunn, Ramey – Rudel, cond.)
- Puccini: Tosca (dále zpívají: Freni, Luciano Pavarotti – Rescigno, cond.)

1979
- Puccini: La bohème (dále zpívají: Scotto, Neblett, Kraus, Manuguerra, Plishka, Tajo; dirigent: James Levine)

1980
- Massenet: Le roi de Lahore (dále zpívají: Joan Sutherland, Lima, Ghiaurov, Morris, Tourangeau – Bonynge, cond.)

1981
- Ponchielli: La Gioconda (dále zpívají: Montserrat Caballé, Agnes Baltsa, Luciano Pavarotti, Ghiaurov – Bartoletti, cond.)

1986
- Ponchielli: La Gioconda (dále zpívají: Marton, Ramey, Lamberti – Patanè, cond.)

1990
- Fauré: Requiem (dále zpívají: Kiri Te Kanawae – Dutoit, cond.)

2001
- Wolf-Ferrari: Sly (dále zpívají: Carreras, Kabatu – Gimenez, cond.)

### Recitaly
- Sherrill Milnes in Recital, Volume 1, "There but for You Go I" (Jon Spong, piano)
- Sherrill Milnes in Recital, Volume 2, "Kingdom by the Sea" (Jon Spong, piano)
- Met Legends: Sherrill Milnes
- Grandi Voci: Arias (de la Fuente, cond.)
- The Baritone Voice
- Sherrill Milnes - Arias (RCA Red Seal, 1975)
- Abide With Me
- The Church's One Foundation
- The America I Love
- Copland: Old American Songs
- Griffes: Four German Songs; Songs of the Dagger (Ozawa, cond.)

### DVD
1976
- Puccini: Tosca (with Kabaivanska, Domingo – Bartoletti, cond., de Bosio, dir.)

1979
- Verdi: Luisa Miller (with Scotto, Domingo, Morris; Levine, cond., Merrill, dir.)

1980
- Verdi: Don Carlos (Scotto, Troyanos, Moldoveanu, Plishka, Hines; Levine, cond., Dexter, dir.)

1983
- Verdi: Ernani (with L. Mitchell, Pavarotti, Raimondi – Levine, cond., Samaritani, dir.)

1984
- Verdi: Simon Boccanegra (with Tomowa-Sintow, Moldoveanu, Plishka – Levine, cond., Capobianco, dir.)

1985
- Verdi: Nabucco (with Bumbry, Cortez, Raimondi – Santi, cond.)
- Sherrill Milnes: An All-Star Gala (various artists)

1986
- Sherrill Milnes at Juilliard: An Opera Master Class

1988
- Verdi: Il trovatore (with Marton, Zajick, Pavarotti – Levine, cond., Melano, dir.)

1989
- Verdi: Aïda (with Millo, Zajick, Domingo – Levine, cond., Frisell, dir.)

1991
- Met's 25th Anniversary Gala at Lincoln Center (various artists)

1992
- Puccini: La fanciulla del West (with Daniels, Domingo – Slatkin, cond., del Monaco, dir.)

1996
- James Levine 25th Anniversary Gala (various artists)